# Двуетажен трамвай
Двуетажните трамваи са рядък тип трамваи на 2 етажа.
В близкото минало са използвани в доста европейски градове, сред които Лондон и Берлин, както и в части на Азия, обикновено бивши колонии.
Само на 5 места по света все още има такъв вид трамваи, това са Хонконг, Блакпул (Англия), Оранестад (Аруба), Дубай (Обединените арабски емирства) и Александрия (Египет).